# Procès des Távora

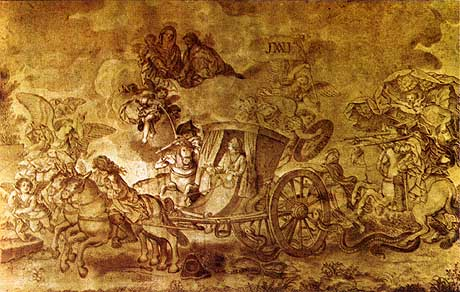
L'Attentat contre le roi José par Vieira Lusitano, sanguine d'époque, Palácio Pimenta.

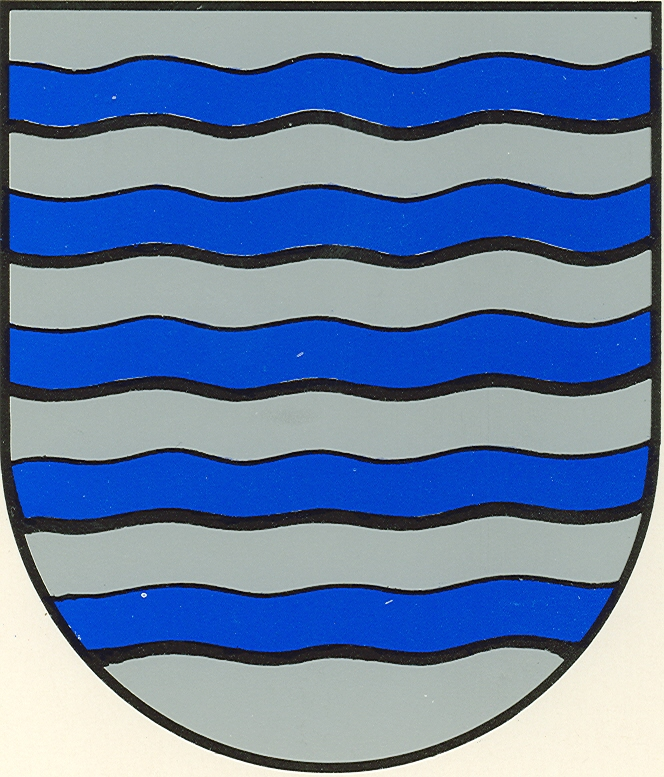
Armes de la famille Távora d'Alvor.

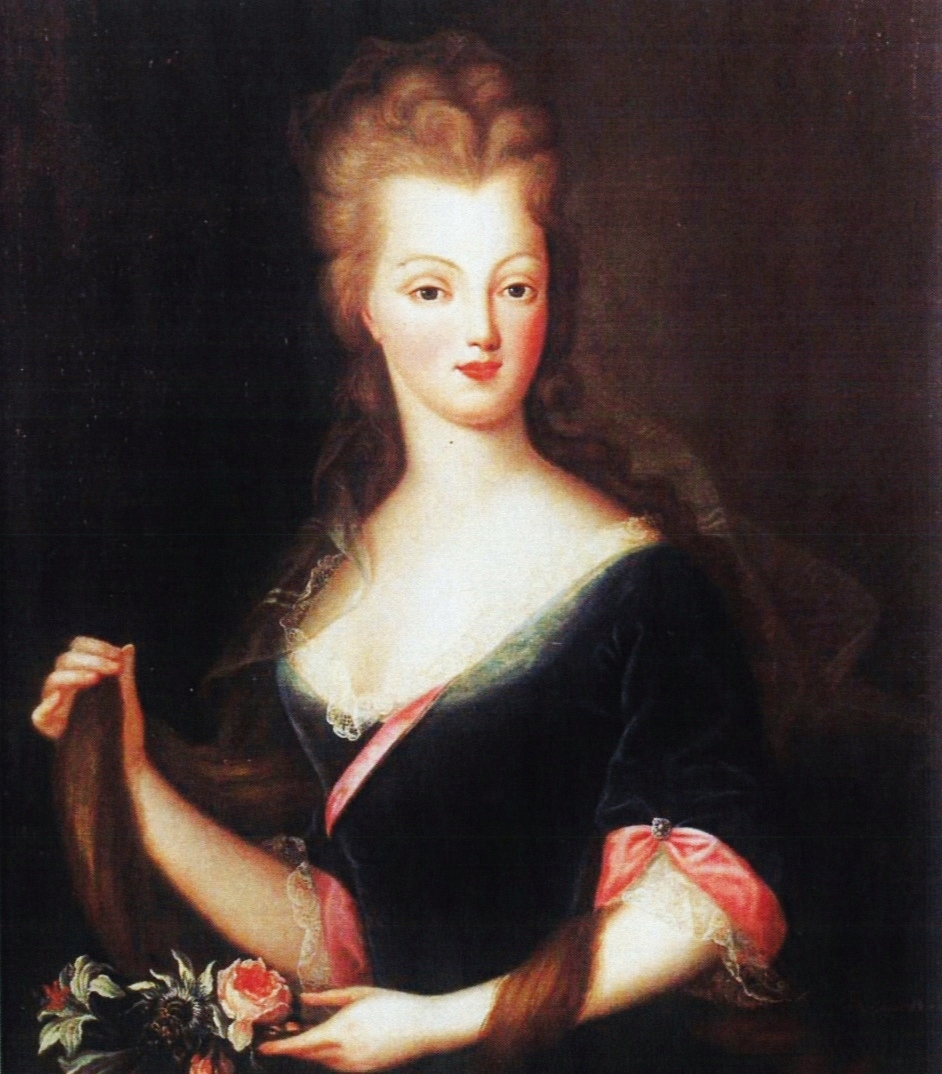
La marquise de Távora (vers 1730), par Ana de Lorena (1691-1761).

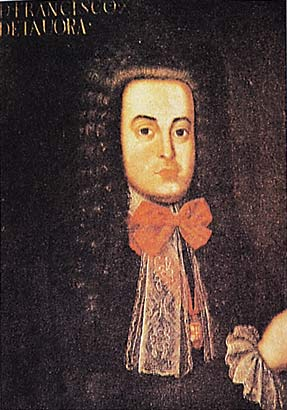
Le marquis de Távora (portrait anthume, Instituto Camões).

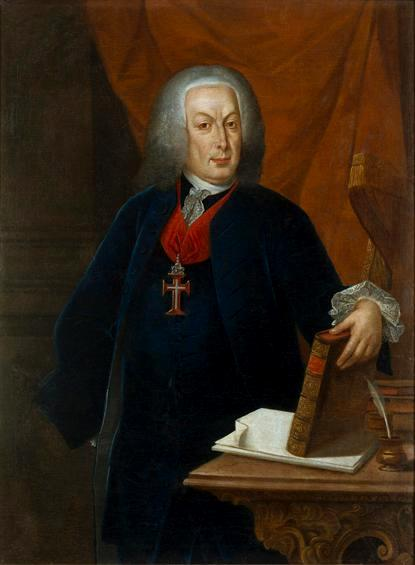
Sebastião José de Carvalho e Melo, le chef du gouvernement, chargé de l'Intérieur.

Le procès des Távora (dit aussi affaire Távora) est un scandale judiciaro-politique portugais se déroulant entre décembre 1758 et janvier 1759 et qui, à la suite de la présumée tentative d'assassinat du roi Joseph Ier, entraîne l'exécution pour haute trahison des représentants de plusieurs familles nobles portugaises, dont les Távora. Ce procès, dont l'aboutissement est un cas unique dans l'Europe des Lumières, ainsi que le procès et l'expulsion des jésuites du Portugal, permettent au chef du gouvernement, le futur marquis de Pombal, d'affirmer sa position auprès du souverain et de faire taire les prétentions de la noblesse.
Aujourd'hui encore, les historiens ne savent pas exactement si les Távora furent réellement mêlés au complot ou bien plutôt les victimes d'un coup monté par le premier ministre. Toujours est-il que la reine Marie Ire, après avoir chassé Pombal, fera réhabiliter le nom de la famille Távora le 23 mai 1781, après un procès en révision.

## Prélude
Depuis le tremblement de terre de Lisbonne le 1er novembre 1755 et la destruction de son palais, le roi Joseph réside avec sa cour au milieu de tentes et de constructions en bois, à Ajuda, située non loin de la capitale. Le premier ministre, Sebastião José de Carvalho e Melo a la confiance du roi, car il a su gérer la crise née de la catastrophe. En revanche, la vieille noblesse le méprise, du fait de ses origines parvenues  et brésiliennes. De son côté, le roi a une maîtresse en la personne de Teresa Leonor, tante et épouse de Luis Bernardo de Távora, fils de la marquise de Távora et de son époux Francisco de Assis de Távora, comte de São João da Pesqueira et d'Alvor, ancien vice-roi des Indes (1750-1754), l'une des plus illustres familles du pays. Les Távora sont liés aux Cadaval, Aveiro et Alorna.
La marquise de Távora déteste copieusement le premier ministre qu'elle considère comme inculte, et, pieuse catholique, elle s'entoure de jésuites. Son confesseur n'est autre que Gabriel Malagrida.[réf. nécessaire]

## L'attentat
Dans la nuit du 3 septembre 1758, le roi Joseph, à bord d'un carrosse anonyme, passe par une route assez isolée, et se rend à Ajuda, après une soirée passée avec sa maîtresse. En chemin, deux ou trois hommes à cheval interceptent le convoi et tirent sur ses occupants. Le roi est touché au bras et le cocher grièvement blessé, mais il n'y eut aucun mort.
Le premier ministre Sebastião de Melo prend les choses en main, diligente une enquête immédiate et quelques jours plus tard, deux hommes sont arrêtés et torturés. Ils déclarent qu'ils agissent au nom de la famille Távora, laquelle aurait décidé de placer le duc d'Aveiro sur le trône. Les deux hommes sont discrètement pendus le lendemain, sans même que le régicide ne soit rendu public. Durant plusieurs semaines, on cache au peuple et à la cour les raisons pour lesquelles le roi est alité,.

## Arrestation, procès et exécution

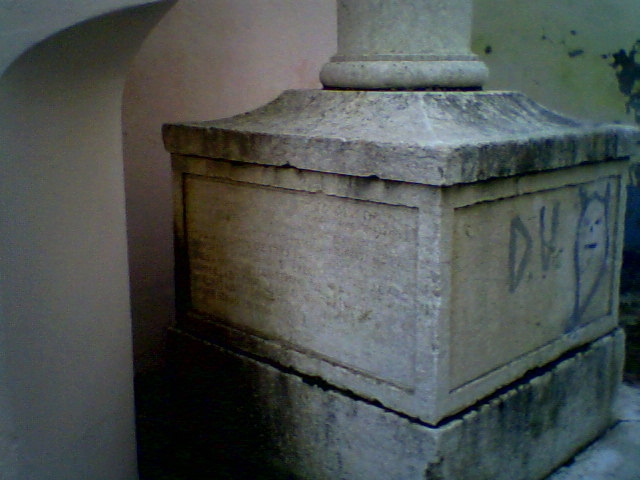
Pierre d'infamie à Belém où est écrit : En cet endroit, se trouvait la demeure, désormais rasée et salée, de José Mascarenhas, déchu de ses titres de duc d'Aveiro et autres, déclaré coupable par le tribunal de l’inconfidence le 12 janvier 1759. Traduit devant la justice comme l'un des chefs du plus barbare et exécrable attentat qui fut commis le 3 septembre 1758 contre Sa très sainte et royale personne Sa Majesté Joseph Ier. Sur cette terre maudite, nul ne doit construire à jamais.

Au cours des semaines suivantes, sont  emprisonnés: la marquise de Leonor de Távora, son époux le comte d'Alvor, leurs fils, filles et petits-enfants, tous se retrouvent en cellule. Sont également soupçonnés de complots et emprisonnés José de Mascarenhas da Silva e Lencastre, comte de Santa Cruz et duc d'Aveiro, le marquis d'Alorna et le comte d'Atouguia, ainsi que leurs familles. Le confesseur Gabriel Malagrida est également placé sous les verrous. La Companhia de Jesus a  été considérée comme sérieusement compromise dans cette affaire .
L'instruction du processus a été effectuée avec un tel  secret , que les accusés sont arrivés au 9 décembre, date de publication du décret  dénonçant l'attentat contre le roi, sans se rendre compte de ce qui allait bientôt les frapper. Le duc d'Aveiro lui-même était très calme dans son palais d'Azeitão.
Tous sont accusés de haute trahison et de tentative de régicide. Des preuves  présumées du crime sont présentées durant leur procès, qui se tient devant une chambre de justice d'exception, l'Inconfidence: a) les aveux obtenus sous la torture; b) l'une des armes du crime retrouvée qui appartient au duc d'Aveiro; c) le fait que seuls les Távora connaissaient le chemin emprunté par le roi ce soir-là. Du côté de la défense, la marquise voulut plaider en faveur d'une attaque de simples brigands et rappelle que le roi ne prenait aucune protection avec lui ce soir-là, mais ne fut pas entendue : le procès fut expédié courant décembre.
Pendant le procès, des violences intenses et des tortures ont été employés pour obtenir des aveux. Cela était légal, mais même les témoins à charge étaient torturés, ce qui était interdit par la loi.  Leurs biens furent confisqués par la couronne, avant même le procès, leurs palais à Lisbonne furent détruits et le sol  salé, leur nom effacé de la pairie et leurs  armoiries  proscrites. L'ensemble du processus était "plein d'omissions, de contradictions judiciaires et de calomnies" selon la plupart des historiens.
Les membres du clan Távora récusent l'ensemble des accusations.
La sentence tombe: tous les membres de la famille, femmes et enfants compris, sont condamnés à être exécutés, leurs biens saisis, leurs demeures rasées, le sol salé, leurs titres déchus et leurs armes effacées. Seule l'intervention de la reine Marie-Anne-Victoire d'Espagne et de la princesse héritière Maria Francesca permet de réduire le nombre de condamnés à mort et donc d'épargner femmes et enfants. La marquise de Távora fut la seule femme exécutée, en compagnie de dix hommes, dont trois valets du duc d'Aveiro.
Le 13 janvier 1759, dans un champ à Belém près de Lisbonne, une grande estrade en bois est installée sur laquelle sont disposées des roues et des croix de saint André équipées de lacets étrangleurs. Sous le vaste échafaud, on installe un bûcher. La marquise monte la première et est décapitée à l'épée devant son fils et son mari, qui eux sont ligotés à des poteaux. Vient ensuite José Maria, dont les bras et les jambes sont brisés à coups de masse, tandis qu'un autre bourreau l'étrangle. Suivent Francisco de Assis (marquis de Távora), Jerónimo de Ataíde (comte d'Atouguia), José de Mascarenhas (duc d'Aveiro), Luís Bernardo de Távora et les roturiers Brás José Romeiro, Manoel Alvares Ferreira et João Miguel, qui sont condamnés de la même manière. Antonio Alvares Ferreira et José Policarpo de Azevedo devaient être brûlés vifs; seul le premier le fut, le second n'ayant jamais été capturé. Quand tout est fini, le bûcher est allumé. La terre est ensuite salée et interdiction d'y construire ou cultiver est ordonnée.
Dans le public, le roi est présent, ainsi que toute la cour, dont de nombreux parents indirects: le premier ministre les avait convoqués sur ordre du roi, afin de leur infliger ce spectacle.[réf. nécessaire]
Aujourd'hui encore, on trouve à cet endroit de la banlieue de Lisbonne, un Beco do Chão Salgado (impasse du sol salé). Tout au bout, on remarque les restes d'un ancien autel mémoriel élevé aux Távora, mais qui ne porte aucune inscription.[réf. nécessaire]

## Répercussions
Les attendus du procès sont publiés dans La Gazette de Vienne le 23 février 1759.
Au niveau iconographique, on constate, assez rapidement, une production abondante de gravures représentant l'exécution, accompagnées d'un résumé de l'affaire.
Gabriel Malagrida, dénoncé à l'Inquisition par le Marquis de Pombal, est traduit en justice et condamné au bûcher en septembre 1761. L'ordre des jésuites avait été déclaré hors la loi dès janvier 1759, et tous ses membres sont expulsés le 3 septembre. Quelques jours après les exécutions des Tavoras, le Marquis avait ordonné le séquestre général des biens  de l'ordre  .
Certains membres de la famille Alorna, ainsi que les sœurs du duc d'Aveiro, sont condamnées à l'enfermement à vie, dans des monastères. La maîtresse du roi reçoit une pension durant ses dix-huit ans de pénitence.
Ayant dompté la noblesse et éloigné les jésuites, Sebastião José de Carvalho e Melo, seul au pouvoir, est élevé en septembre 1769 au titre de marquis de Pombal. Le roi Joseph n'ayant pas de descendance mâle, certains ont vu dans cette affaire une forme de manipulation, afin de décourager les prétendants au trône et toute tentative de fronde.[réf. nécessaire]
Après le procès, Leonor d'Almeïda, âgée de 8 ans, petite-fille de la marquise de Távora, reste enfermée près de vingt ans avec sa mère et sa sœur au couvent de Chelas. Au cours de son incarcération, elle découvre la poésie et les arts, initiée par le poète portugais Francisco Manoel de Nascimento, pour devenir par la suite une des figures du néoclassicisme portugais.[réf. nécessaire]
Par un décret rendu le 7 mars 1777, et après avoir exilé Pombal, la reine Marie ordonne que tous les prisonniers liés à cette affaire soient libérés de prison et leur enjoint de résider à moins de vingt lieues du tribunal jusqu'à leur réhabilitation. Le 23 mai 1781, José Ricalde Pereira de Castro, après avoir été le rapporteur du procès en révision des Távora, prononce l'innocence du marquis et de la marquise de Távora, ses fils, du comte d'Atouguia, mais confirme la culpabilité du duc d'Aveiro. Titres et terres sont donc rendus aux anciens prisonniers.